# 达里娅·莫申斯卡
达里娅·鲁斯兰诺芙娜·莫申斯卡（烏克蘭語：Дар'я Русланівна Мошинська，2007年10月31日—），乌克兰女子花样游泳运动员，2022年世界游泳锦标赛自由组合和焦点自选金牌得主、2023年世界游泳锦标赛集体自由自选铜牌得主。